# 马健翎

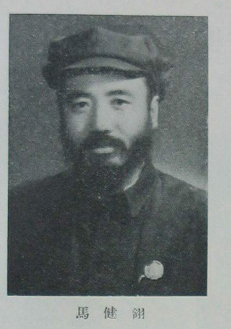
馬健翎近照

马健翎（1907年—1965年10月18日），名飞雕，字健翎，男，陕西米脂人，中国戏曲艺术家。作品有《游龟山》、《游西湖》、《赵氏孤儿》、《窦娥冤》、《血泪仇》等。

## 生平
马健翎是陕西米脂县东街小巷则人。1944年被陕甘宁边区文教代表大会授予“人民艺术家”称号，可能是中国最早获得“人民艺术家”称号的人。

## 纪念
2006年4月20日上午马健翎雕像在陕西省戏曲研究院揭幕。